# Bitva u Annabergu
Bitva u Annabergu (německy Sturm auf den Annaberg, polsky Bitwa o Górę Św. Anny) byla největší bitva ze série slezských povstání. Probíhala od 21. do 26. května 1921 na území obce Annaberg (později Góra Świętej Anny) jihovýchodně od města Oppeln (dnešní Opole) v Horním Slezsku, tehdejší součásti německé Výmarské republiky.

## Předehra
Podle Versailleské smlouvy muselo Německo omezit armádu jen na 100 000 vojáků. Existovaly však dobrovolnické Freikorps, které pomáhaly vládě, ačkoli na ní byly nezávislé. Občas neuposlechly příkazy německé vlády a samostatně bojovaly proti skupinkám komunistů nebo polských vzbouřenců na východě země.
30. dubna 1921 polsko-slezští úředníci v čele s Wojciechem Korfantym chtěli získat území Horního Slezska pro Polsko. Byl uspořádán plebiscit, v němž vyšla najevo vůle obyvatel Horního Slezska zůstat v Německu. Ačkoli výsledek plebiscitu byl proněmecký (59 % ku 41 %), Polsko se rozhodlo jednat. 3. května ve 3 hodiny ráno polské síly začaly ofenzivu a v následujícím čase zatlačily malé německé jednotky k západu. 4. května už dosáhly linie řeky Odry a zmocnily se 400 metrů vysokého strategicky dobře položeného kopce u obce Annaberg.
Do Annabergu se ale postupně dostávaly německé vojenské skupiny z ostatních částí Německa, aby zahájily protiútok. Mezitím vojenské jednotky posilovaly oddíly Freikorps, jejichž početní stavy dosáhly 1 650 mužů. Nebyli to civilisté, ale zkušení vojáci z první světové války pod velením podplukovníka Alberta von Beckha. Mezi nově příchozími německými vojáky byli i budoucí vysoce postavení představitelé nacistického Německa, včetně Seppa Dietricha (který se v této bitvě vyznamenal), Rudolfa Hösse, Edmunda Heinese, Beppa Römera a Petera von Heydebrecka, který se později stal hrdinou bitvy u Annabergu. Německé síly se skládaly také z několika studentů z bavorského města Erlangen, kteří se dobrovolně přihlásili a z Bojové organizace Horního Slezska (též Selbstschutz, Sebeobrana). Ačkoliv polské síly svým počtem německé vojáky převyšovaly, německé jednotky bitvu vyhrály, protože polští vojáci neměli takové zkušenosti a mnozí z nich byli pouze civilisté.

## Následky

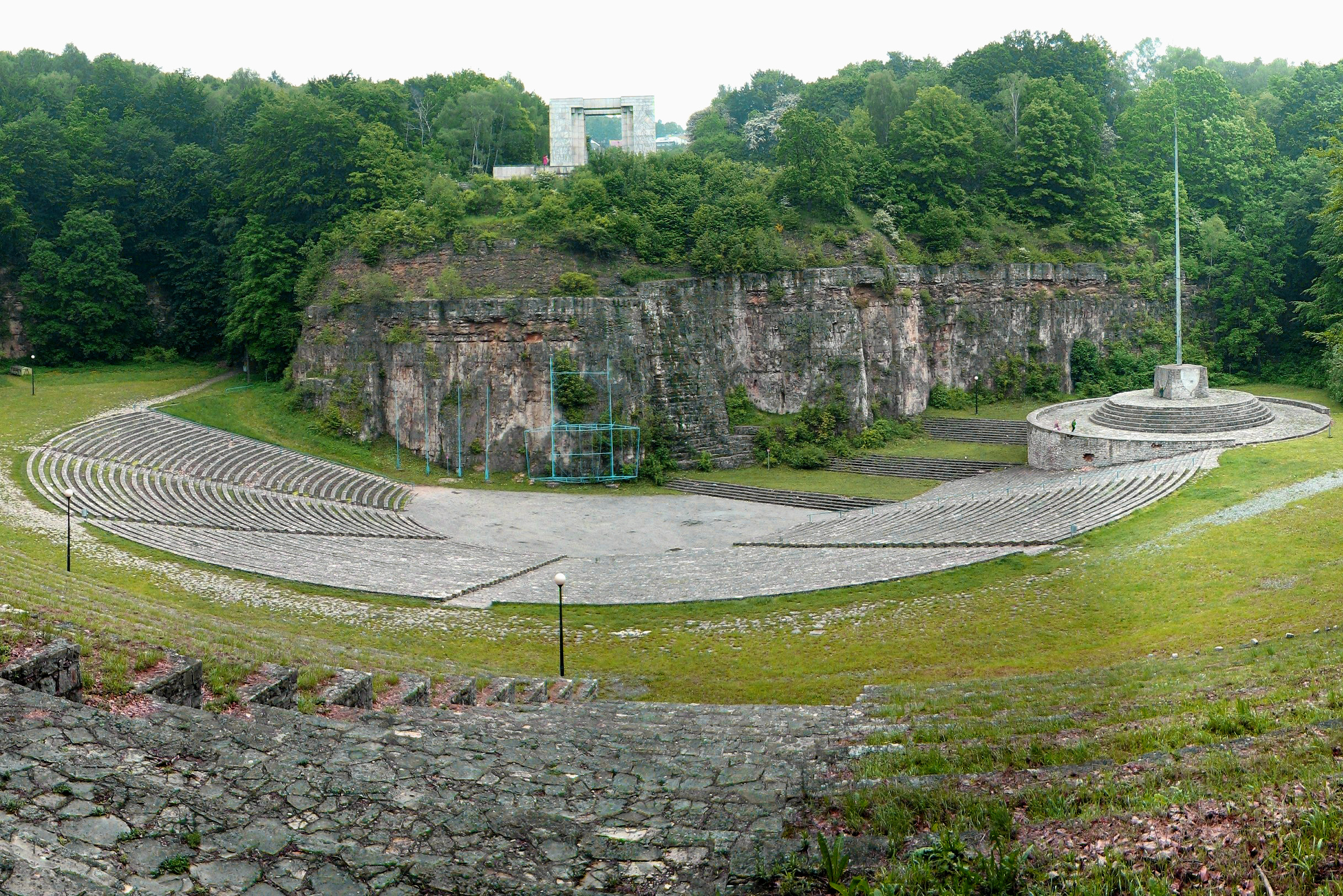
Německý meziválečný amfiteátr v Annabergu, na vrcholu je pomník připomínající slezská povstání

25. května se rozhodlo o mírovém jednání a den poté polské síly přestaly bojovat. Ještě kolem 4. a 6. června sice proběhlo několik šarvátek, ale i v nich Němci polské síly znovu porazili.
Sporné území Horního Slezska bylo postupně rozděleno mezi dvě země – Německo a Polsko. Město Annaberg zůstalo v Německu až do roku 1945, kdy se díky Postupimské dohodě stalo součástí Polska. Poté se přejmenovalo na Horu svaté Anny (Góra Świętej Anny).